# Cráter de explosión

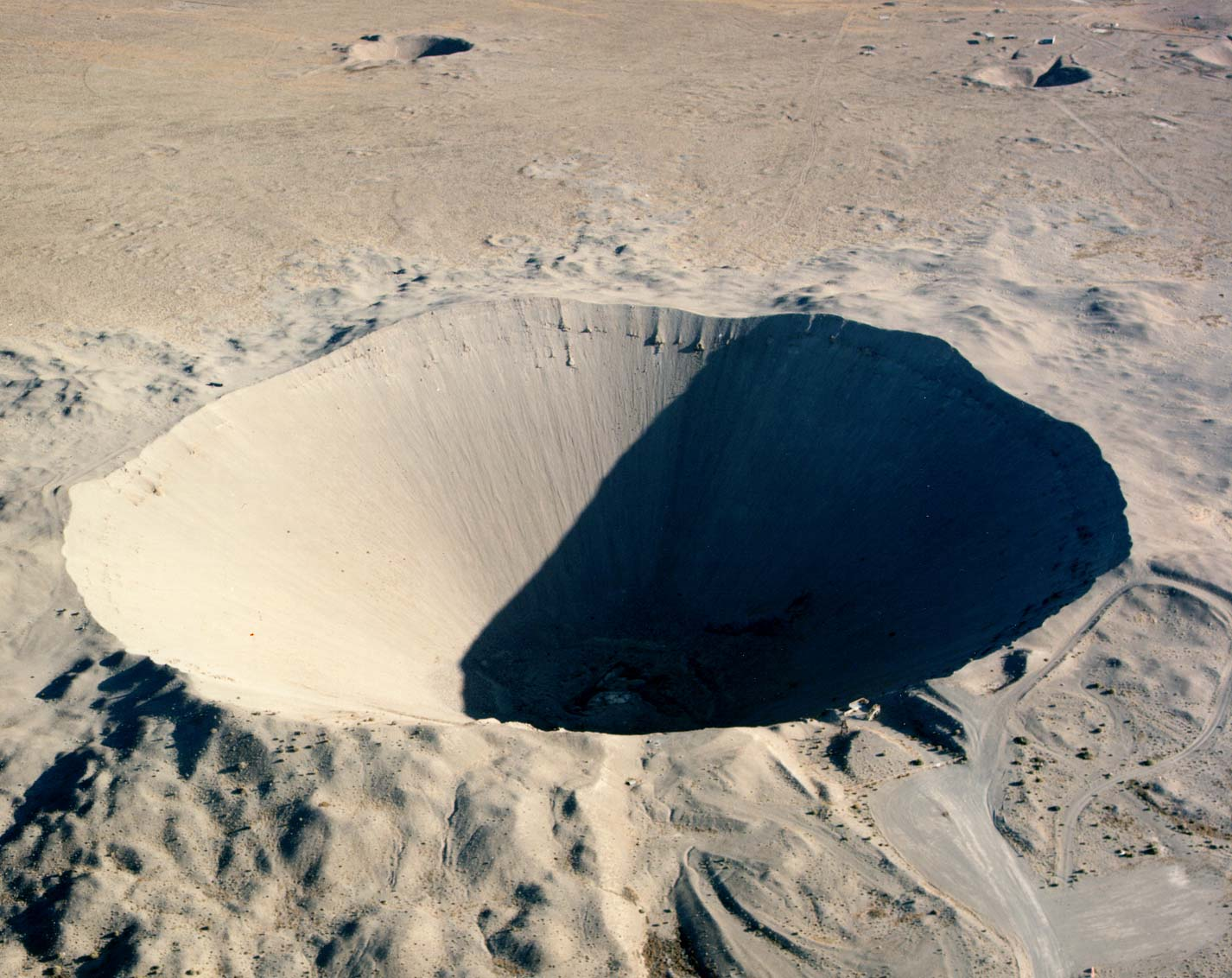
El cráter creado por la explosión de la prueba nuclear subterránea superficial Sedan.

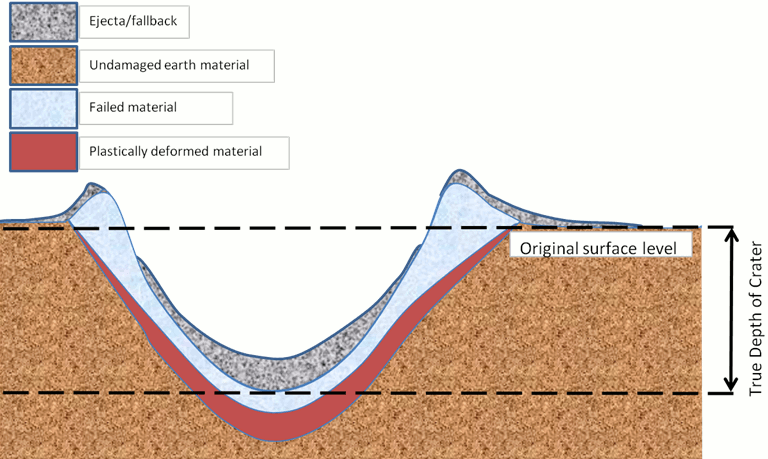
Sección estilizada de un cráter formado por una explosión subterránea.

Un cráter de explosión es un tipo de cráter formado cuando el material es expulsado de la superficie del suelo por un evento explosivo en o inmediatamente por encima o por debajo de la superficie.
Un cráter está formado por un evento explosivo a través del desplazamiento y expulsión del material desde el suelo. Es típicamente en forma de cuenco. El gas de alta presión y las ondas de choque causan tres procesos responsables de la creación del cráter:
- Deformación plástica del suelo.
- Proyección de material (eyección) del suelo por la explosión.
- Espalación de la superficie del suelo.

Dos procesos llenan parcialmente el cráter en:
- Retroceso de eyectas.
- Erosión y deslizamientos del cráter del labio y la pared.[1]

La importancia relativa de los cinco procesos varía, dependiendo de la altura por encima o por debajo de la superficie del suelo en la que se produce la explosión y de la composición del suelo.